# Świerkocin (Varmia y Masuria)
Świerkocin (pronunciación en polaco: /ɕfjɛrˈkɔt͡ɕin/: en alemán: Schwirgstein) es un pueblo en el distrito administrativo de Gmina Olsztynek, dentro del Distrito de Olsztyn, Voivodato de Varmia y Masuria, en el norte de Polonia. Se encuentra aproximadamente 8 kilómetros al este de Olsztynek y 25 kilómetros al sur de la capital  regional, Olsztyn.
Hasta 1945 el área era parte de Alemania (Prusia Oriental).